# Citalá
Citalá est une municipalité située dans le département de Chalatenango au nord ouest du Salvador à la frontière du Honduras.
Le nom "Citalá" tire sa source des mayas et veut dire "Là où les étoiles abondent". Citalá compte à peu près 3500 habitants, ceux-ci vivent pour la plupart de l'agriculture, de l'exploitation bovine et du commerce.
Parmi les villages les plus près on retrouve San Ignacio et La Palma. Citalá est entouré de montagnes tels que El Pital, El Cayaguanca et El Montécristo. De plus il est situé tout juste à côté d'une des rivières les plus importantes du Salvador, El rio Lempa.